# Vadai

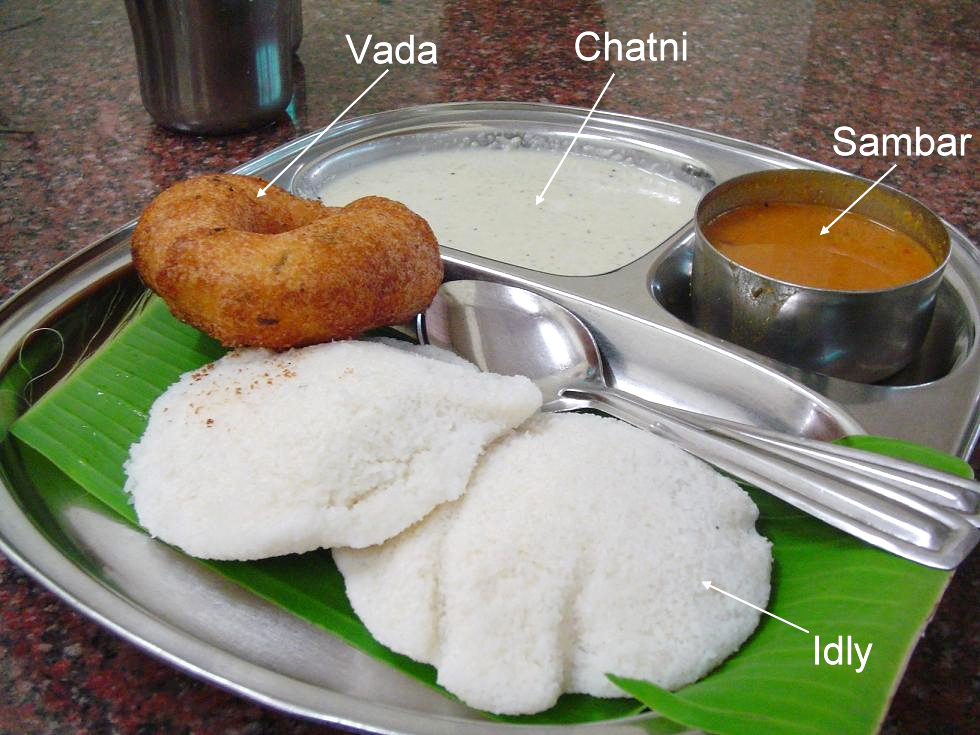
Frukost med vadai

Vadai, också känd som vada, är ett mellanmål från södra Indien. Vadai kan variera i form och storlek, men är ofta antingen donut- eller skivformiga och är ungefär mellan 5 och 8 cm i diameter. De är gjorda av dal, linser, grammjöl eller potatis.
Vadai är en traditionell maträtt känd från antiken. Även om den ofta bereds hemma är vadai en typisk gatumat i den indiska subkontinenten och Sri Lanka. Denna blandning kryddas sedan genom att blandas med svarta senapsfrön, lök, curryblad samt salt, chili och/eller peppar. De formas och friteras sedan.
Vadais skall stekas och ätas med de är varma och krispiga. De äts vanligtvis med chutney och sambar.